# Wasserwerk Friedrichshagen

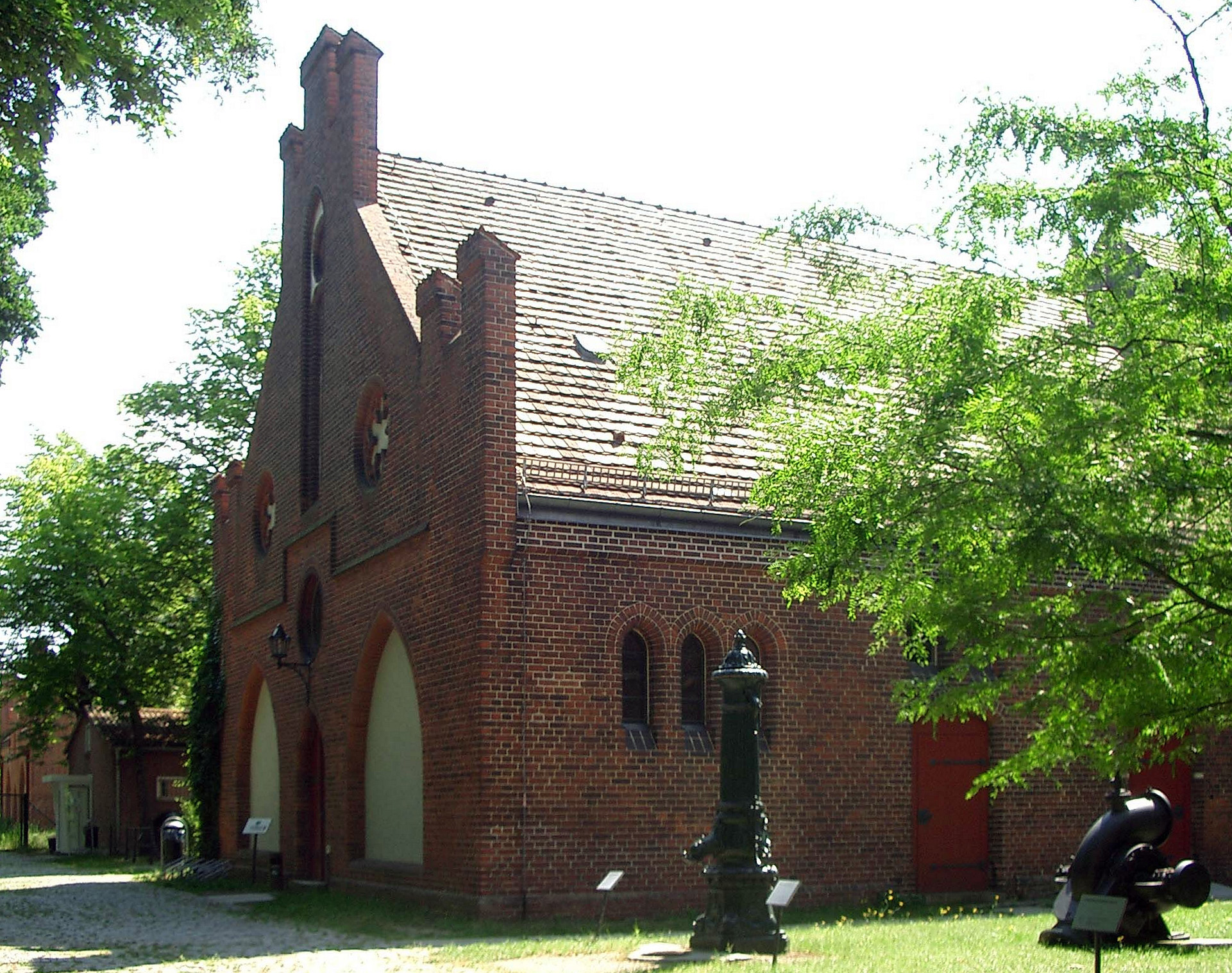
Gebäude des Alten Wasserwerks in Berlin-Friedrichshagen

Das Berliner Wasserwerk Friedrichshagen wurde zwischen 1889 und 1899 nach Planungsarbeiten von Henry Gill gebaut und nahm 1893 seinen Betrieb als Wasserwerk Müggelsee auf. Das ursprüngliche Wasserwerk, das sich auf einem Areal von 55 Hektar ausdehnt, ist ein erhaltenes Zeugnis der Industriegeschichte und ein Flächendenkmal von europäischem Rang.
Seit 1987 befindet sich in einem stillgelegten Teil des Wasserwerks das Museum im Wasserwerk. Hier werden historische Zeugnisse zur Geschichte der Wasserversorgung und der Stadtentwässerung Berlins gesammelt, erschlossen und ausgestellt. Der Besucher des Museums erlebt Natur, historische Architektur, Technik und museale Darstellung am originalen Standort. Als besonders sehenswert gilt die Maschinenhalle mit einer vorführbaren Dampfmaschine aus dem 19. Jahrhundert.

## Anfänge der Versorgung Berlins mit Trinkwasser

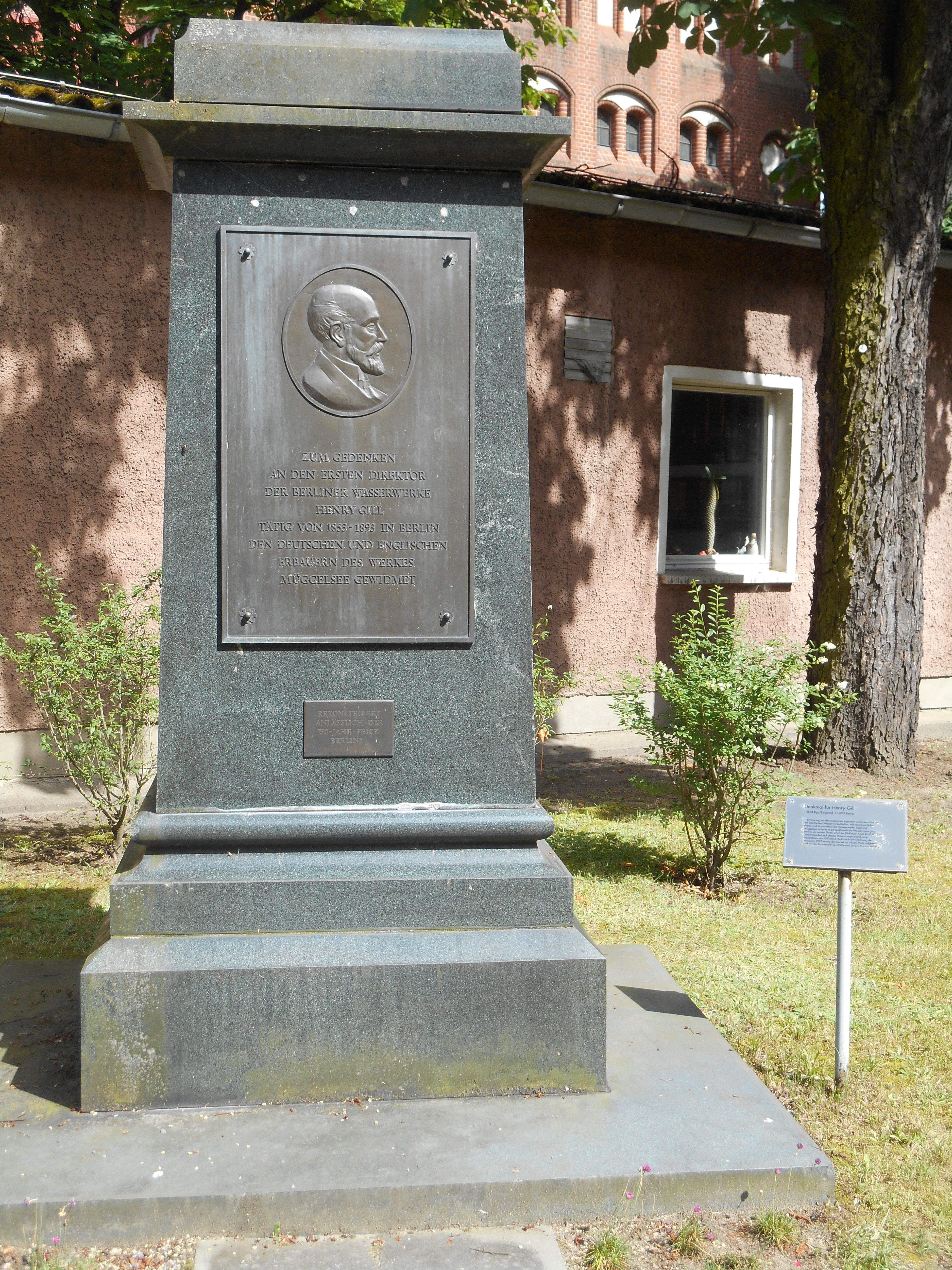
Gedenkstein für Henry Gill, 2014

Das ursprüngliche Wasserwerk Friedrichshagen war das dritte Wasserwerk in Berlin.
Die bereits bestehenden Wasserwerke am Stralauer Tor und am Tegeler See, die unter der Leitung des Ingenieurs Henry Gill errichtet worden waren, reichten aufgrund der industriellen und bevölkerungspolitischen Expansion nicht aus, die Rede war von einem Wassernotstand. So stellte Gill 1887 sein Projekt Errichtung einer Wassergewinnungsstation am Müggelsee und ein Zwischenpumpwerk in Lichtenberg in vier Baustufen vor. Der Berliner Magistrat erteilte umgehend die Baugenehmigungen. Das Projekt für die Nutzung des Müggelsees wurde auf einer Fläche von 7000 m² umgesetzt und am 28. Oktober 1893 gingen die ersten Teile der Anlage mit einer Tages-Förderleistung von 86.400 m³ in Betrieb. Gill starb allerdings wenige Monate nach der Eröffnung des Friedrichshagener Werkes. Der Architekt und Stadtbaumeister Richard Schultze plante und realisierte die Hochbauten im Stil des märkischen Backsteinbaus. Zur Zeit der Inbetriebnahme war das Wasserwerk das größte und modernste Europas. Zugleich stellte das Wasserwerk am Stralauer Tor im Jahre 1894 seinen Betrieb ein. Im gleichen Jahr begann die dritte Ausbaustufe in Friedrichshagen, deren C-Abteilungen mit den ersten sechs Filtern und einem Reinwasserbehälter im Sommer 1895 fertig waren. Am Ende aller vier Ausbaustufen, um 1899 verfügte das Wasserwerk über sechs Maschinenhäuser, drei Schöpfmaschinenhäuser (A, B, C), Saugekammern, unterirdische Zwischenlager, einem Schöpfmaschinenhaus direkt am Seeufer, 34 Langsamsandfiltern, vier Rieselern (Anlagen, in denen Wasser enteisent wird), zahlreichen Nebengebäuden und vier Wohnhäusern. Das im Projekt vorgesehene letzte Viertel des neuen Wasserwerks wurde allerdings nicht mehr realisiert.
Anfangs wurde ausschließlich aus Oberflächenwasser des Müggelsees Trinkwasser gewonnen. Die Tageskapazität betrug 86.400 Kubikmeter Wasser. Aber bereits 1898 ließ die Berliner Stadtverwaltung am Müggelsee zwei Tiefbrunnen anlegen und installierte mehrere Beobachtungsrohre. Im Ergebnis langfristiger Messungen der Wasserqualität wurde ausgerechnet, dass bei Umstellung auf Grundwasserförderung und -aufbereitung für das Werk in Friedrichshagen 350 Tiefbrunnen in drei Galerien mit einer Gesamtlänge von neun Kilometer erforderlich sind. So erfolgte im Zeitraum 1904–1909 unter Leitung von Stadtbaurat Beer der Umbau des ursprünglichen Wasserwerks zur Nutzung von Grundwasser. Aufbereitet wurde zunächst noch Mischwasser, aus der Seeoberfläche und aus Grundwasser. Als Folge der Grundwassergewinnung entstanden die vorberechneten 350 Brunnen.

## Wasserbereitstellung zwischen 1920 und April 1945
Nachdem alle ehemaligen Vororte/Gemeinden in der 1920 gebildeten Gemeinde Groß-Berlin aufgegangen waren, entstand 1922 als Verbund aller Wasserwerke die Aktiengesellschaft Berliner Städtische Wasserwerke. In der Folge nahm die Konzernleitung notwendige technische Verbesserungen an mehreren Anlagen vor. In Friedrichshagen erfolgte so im Zeitraum 1925–1927 eine teilweise Modernisierung, vor allem durch Umstellung auf elektrische Antriebe und das Rohrnetz wurde umfangreich erweitert. Außerdem erhöhte sich die Tageskapazität auf 320.000 m³ aufbereitetes Wasser. In Friedrichshagen, in der Wuhlheide und in Tegel wurden Labore zur Überwachung der Wasserqualität eröffnet.
Im letzten Jahr des Zweiten Weltkriegs bombardierten Flugzeuge der Alliierten gezielt zentrale Wasserwerke Berlins, um dadurch den Widerstand des faschistischen Deutschland zu brechen. Die Anlage in Friedrichshagen erlitt dadurch zahlreiche Schäden, sodass die Wasserförderung sogar fast eine Woche vollständig unterbrochen war. Die Versorgung der verbliebenen Bevölkerung war jedoch nie gefährdet, da alle Werke im Verbund arbeiteten.

## Zwischen Kriegsende 1945 und der Deutschen Wiedervereinigung
Mit dem Befehl Nummer 1 der SMAD wurde festgelegt, dass „alle kommunalen Betriebe, wie Kraft- und Wasserwerke […] ihre Arbeit zur Versorgung der Bevölkerung wieder aufzunehmen haben. […] Arbeiter und Angestellte der oben genannten Betriebe haben an ihren Arbeitsstätten zu verbleiben und ihre Pflichten weiter zu erfüllen.“ Das Friedrichshagener Werk wurde mit einem Dieselaggregat ausgestattet und konnte am 2. Mai 1945 in Gang gesetzt werden. Die ersten Tage wurde aus hygienischen Gründen nur Grundwasser aufbereitet. Sachverständige sowjetische Ingenieur- und Chemieoffiziere kontrollierten die Wasserqualität. Bis zum Ende des Jahres 1945 hatten alle 18 städtischen Wasserwerke ihren Betrieb wieder aufgenommen, allerdings waren große Teile der unter Straßen verlegten Wasserleitungen noch defekt und es gab entsprechende Verluste. Auch an Kohlelieferungen und deren Transport zu den Werken mangelte es stark. Erst im Jahr 1948 traten keine größeren Probleme mehr auf, es wurden sogar Tages-Wassermengen gefördert, die zuvor niemals erreicht worden waren.
Infolge der Teilung Berlins in vier Sektoren entstanden aus dem vorherigen Städtischen Werk zwei Wasserbetriebe. Ab 1951 schlossen sich alle im sowjetischen Sektor verbliebenen Trink- und Abwasserwerke zu den Groß-Berliner Wasser- und Entwässerungswerken (WEW) zusammen. Um stetig besser wirtschaften und neu entstehende Wohngebiete besser versorgen zu können, erfolgten Wirtschaftlichkeitsuntersuchungen jeder einzelnen Anlage. Für den Bereich Friedrichshagen führte das letztendlich dazu, dass der Dampfbetrieb reduziert und die aus der Anfangszeit stammenden Langsamfilter umgebaut wurden. Die Aufbereitung von Mischwasser erwies sich ab Anfang der 1960er Jahre durch zunehmende Verunreinigungen des Müggelsee-Wassers (Kolibakterien, hohe Phenolkonzentrationen) als problematisch. Seitdem wird nur noch Grundwasser gefördert und aufbereitet.
Die Ost-Berliner Wasserwerke hatten schließlich ein umfangreiches Programm zur komplexen Rekonstruktion ihres wichtigsten Wasserkraftwerks in Friedrichshagen beschlossen. So kamen 1979–1981 das erste und im Jahr 1983 das zweite Grundwasserwerk neu hinzu. Für diese Werke entstanden neue Maschinenhallen, neue Brunnengalerien (F–M) konnten erbohrt und neue Rohrleitungen im See verlegt werden. Ebenfalls im Jahr 1979 wurde der Dampfmaschinenbetrieb vollständig eingestellt. Die Rekonstruktionsmaßnahmen führten des Weiteren zum Bau eines neuen Verwaltungsgebäudes, neuer Trafostationen, eines Zentrallabors, neuer Schnellfilterstationen, einer Abwärmeverwertungsanlage. Somit entstand ein schrittweiser Übergang vom alten zum neuen Wasserwerk Friedrichshagen. Alle Maßnahmen sicherten einen zusätzlichen täglichen Rohwassergewinn von 100.000 m³.
Parallel zum Werkausbau wurde in unmittelbarer Nähe die 1978 eröffnete Klubgaststätte Am Wasserwerk errichtet.

## Seit Oktober 1990
Nach der politischen Wende und der deutschen Wiedervereinigung schlossen sich die früheren West-Berliner und Ost-Berliner Wasserversorgungsunternehmen bis zum 31. Dezember 1991 zu den Berliner Wasserbetrieben (BWB) zusammen, verbunden mit einer Neuorganisation und Umstrukturierung in der Unternehmensleitung.
Im Gebiet um den Müggelsee erfolgten umfangreiche Kanalisierungen, Wasserschutzzonen für ganz Berlin wurden neu festgelegt. Seit 1991 ist die Entnahme von Oberflächenwasser im Friedrichshagener Werk eingestellt und es wird nur noch Grundwasser im neuen Wasserwerk gefördert.
Einige Gebäude auf dem Friedrichshagener Gelände und die Sammelbrunnen wurden 1991–1995 restauriert. Außerdem richteten die BWB in Friedrichshagen eine Schaltzentrale ein, von der aus das Zwischenpumpwerk Lichtenberg und das Wasserwerk Kaulsdorf ferngesteuert werden können.
Im Jahr 1998 begannen bauliche und technische Erneuerungen nach Plänen des Architekten Jörn Rauer aus der Bauabteilung der BWB, um ein Komplex-Wasserwerk zu schaffen.
Die Wasserwerke Jungfernheide, Johannisthal und Friedrichshagen betreiben seit dem Jahr 2001 insgesamt 14 Abwehrbrunnen zur schadstofffreien Entsorgung von kontaminiertem Grundwasser.
Das weiterhin betriebene Wasserwerk am Müggelseedamm besitzt seit dem Abschluss aller Rekonstruktionsmaßnahmen zwei zweischiffige Filterhallen mit Zweischicht-Schnellfiltern. Die im Keller installierten vier Reinwasserbehälter verfügen zusammen über ein Fassungsvermögen von 12.000 m³ Wasser. Die Grundwasserwerke I und II wurden nach 2005 stillgelegt, das Werk III sichert die Wasserversorgung für den gesamten Ortsteil Friedrichshagen mit einer Tagesleistung von 250.000 m³.
Die TV-Serie Anja & Anton spielte auf dem Gelände dieses Wasserwerks.

## Museum im alten Wasserwerk

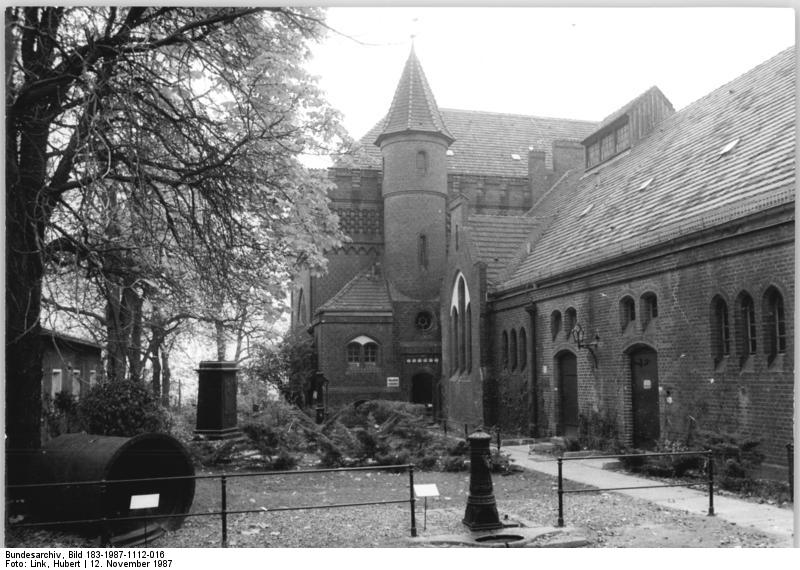
Stillgelegtes Schöpfmaschinenhaus

Koordinaten des Museums: 52° 27′ N, 13° 39′ O
Seit 1987 – zur 750-Jahr-Feier Berlins – befindet sich in einem Teil des alten Wasserwerks das Museum im alten Wasserwerk (bis 2014: Museum im Wasserwerk) zur Geschichte der Wasserversorgung und Stadtentwässerung. Zu Ausstellungszwecken dienen das alte Kesselhaus und die Maschinenhalle B. Auf der 7000 m² großen Fläche gibt es die ständige Ausstellung Wasser für Berlin, darüber hinaus Sonderausstellungen sowie ein Außengelände mit Ausstellungsexponaten zum Anfassen.
Zum 1. August 2014 ging der Betrieb von den Berliner Wasserbetrieben auf den Verein Berliner Unterwelten über mit einem langfristigen Nutzungsvertrag bis zum Jahr 2024. Zur besseren Präsentation der sehenswerten Technik und der Bauten hat der Unterweltenverein bis zum Sommer 2018 rund 400.000 Euro eigenes Geld in das Museum gesteckt. Ab August 2015 fanden an den Wochenenden Führungen (Tour W – Wasser für Berlin) statt, bei denen auch bisher nicht zugängliche Bereiche des historischen Wasserwerks besichtigt und erklärt wurden. Beispiele sind der Sammelbrunnen, der Bereich unterhalb der Dampfmaschinen sowie das Ende der 1980er Jahre gebaute Seewasserpumpwerk. Zu einem späteren Zeitpunkt sollte eine weitere Tour durch die Langsamsandfiltergewölbe angeboten werden. Allerdings haben die Wasserbetriebe im Juni 2018 den Nutzungsvertrag vorzeitig gekündigt, zunächst dürfen keine öffentlichen Führungen mehr stattfinden. Nach Anmeldung oder im Rahmen der Veranstaltung Nacht der Museen sollen allerdings weiterhin Besichtigungen möglich sein. Hintergrund der Kündigung ist, dass die Wasserbetriebe selbst das „Altwerksgelände langfristig weiterentwickeln wollen und dafür eine ‚Machbarkeitsstudie‘ erarbeiten.“
Neben den Ausstellungen wurde das Museum für weitere kulturelle Veranstaltungen genutzt. So fanden seit der Gründung zahlreiche Konzerte, Lesungen und andere Veranstaltungen statt. Die Maschinenhalle ist wegen ihrer hervorragenden Akustik und ihrer eigenen Atmosphäre des neogotischen Industriebaus besonders beliebt.

## Architektur

### Überblick
Das gesamte Gebäudeensemble am Müggelseedamm zählt zum Historismus in gotischer Stilfassung. Hauptbaumaterial waren Backsteine, ab den 1970er Jahren auch Beton. An den Entwürfen und Bauten waren mehrere Architekten und vor allem Wasseringenieure beteiligt.
Das Seewasserwerk belegt ein rechteckiges Grundstück, durchschnitten von der Straße Müggelseedamm. Auf dem schmalen Uferstreifen zum Großen Müggelsee stehen die Pump- und Schöpfmaschinenhäuser, Saugkammern und Wohngebäude. Nördlich der Straße befinden sich die Felder A, B und C (A und B mit je einem Maschinenhaus, elf Filterbecken und einem Reinwasserbehälter), C verfügte über zwölf Filterbecken. Der erfolgte Umbau 1904–1909 vereinigte die Felder zum Grundwasserwerk I. Die in den Jahren 1935/1936 errichteten Überpumpstationen sind erhalten. Während der Rekonstruktion in den 1970er Jahren kamen sechs neue Brunnengalerien hinzu (Galerie E am Südwestufer des Müggelsees, je zwei am Langen See und am Seddinsee). Und die Grundwasserwerke II und III mit ihren Maschinenhallen und Verwaltungsbauten entstanden vollkommen neu.

### Ausgewählte Bauten
Der erste Sammelbrunnen, in einem sechseckigen kleinen Gebäude, in Anlehnung an eine Kapelle mit paarweise angeordneten Rundbogenfenstern und einem Spitzdach gestaltet, entstand nach Entwürfen von Eduard Beer und Gustav Anklam.
Die Maschinenhallen der 1970er Jahre waren Stahlbeton-Bauten, äußerlich durch bandartige Fensterreihen gegliedert. Diese sind erhalten und bekamen nach 1995 eine Fassaden-Schönheitskur.